# سیتکام (اورگن)
سیتکام (به انگلیسی: Sitkum) یک منطقهٔ مسکونی در ایالات متحده آمریکا است که در اورگن واقع شده‌است. سیتکام ۲۲۰٫۰۷ متر بالاتر از سطح دریا واقع شده‌است.